# Vasalemma
Vasalemma era un comune rurale dell'Estonia settentrionale, nella contea di Harjumaa. Dal 2017 Vasalemma fa parte del nuovo comune rurale Lääne-Harju. Il centro amministrativo era il borgo (in estone alevik) di Aruküla, con una popolazione di circa 1 900 abitanti

## Geografia antropica
Oltre al capoluogo, il comune comprende altri due borghi, Ämari e Rummu, e due località (in estone küla): Lemmaru e Veskiküla.